# پل کامرون

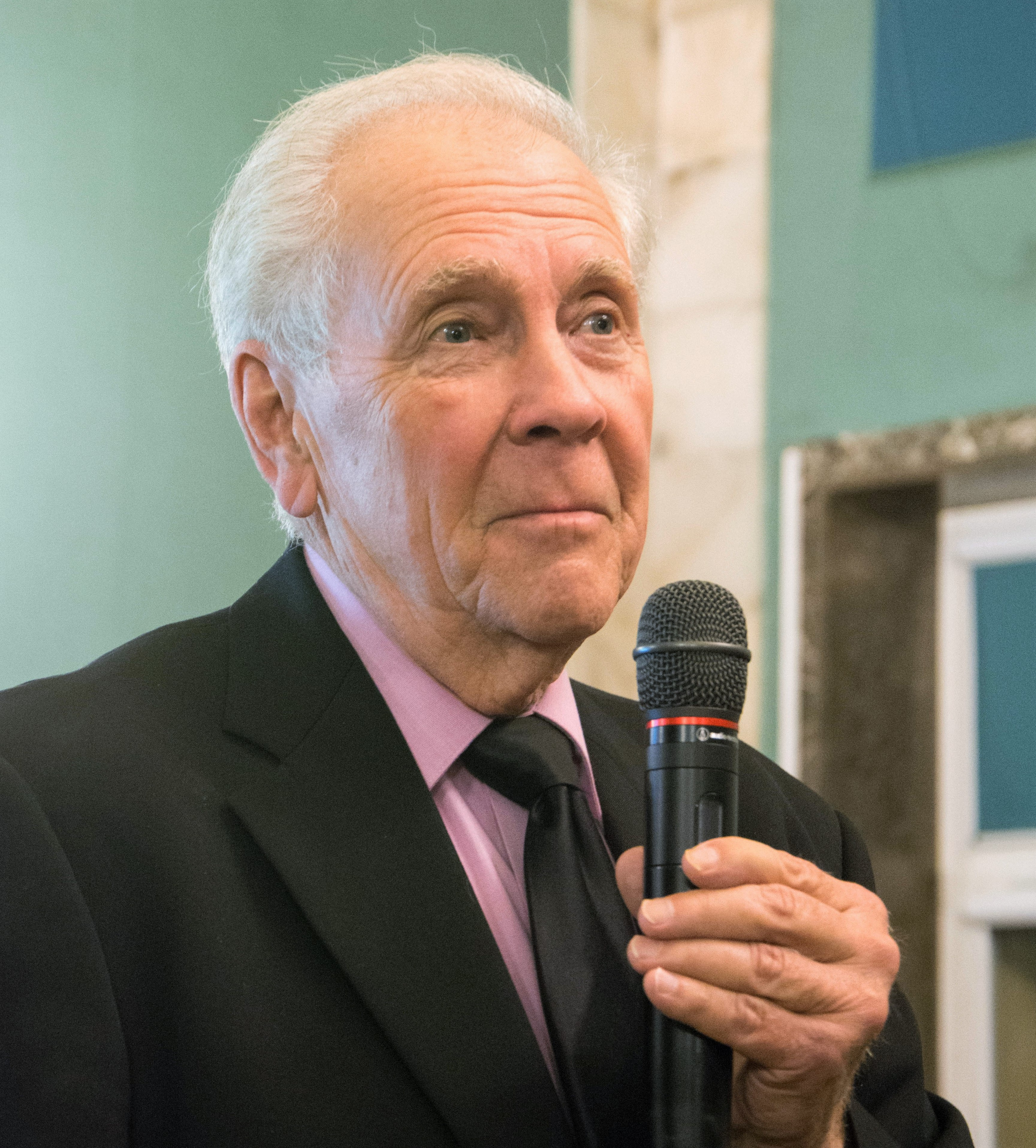
پل کامرون، روانشناس و پژوهشگر آمریکایی - ۲۰۱۹

پل کامرون (۱۹۳۹) یک روانشناس و پژوهشگر جنسی آمریکایی است. او در دانشگاه‌های مختلفی از جمله دانشگاه نبراسکا تدریس کرده است. وی کارهای گسترده‌ای روی زیان‌های مصرف سیگار برای اطرافیان فرد سیگاری که به آن سیگار کشیدن منفعل می‌گویند انجام داده است اما عمده شهرت او در سال‌های اخیر به خاطر مبارزه او با همجنس گرایی است. کامرون در دهه ۱۹۸۰ چندین کارزار موفق برای مقابله با همجنس گرایی شکل داد اما در سال‌های بعد همکاران او این موضع او را غیر علمی دانستند و او را از چندین انجمنی که عضو هیئت مدیره آن بود اخراج کردند. کامرون با تاسیس موسسه مطالعات خانواده، همچنان پژوهش های خود را درباره همجنس‌گرایی ادامه می دهد.